# میلیس-کلیکات (ماساچوست)
میلیس-کلیکات (به انگلیسی: Millis-Clicquot) یک منطقهٔ مسکونی در ایالات متحده آمریکا است که در شهرستان نورفک، ماساچوست واقع شده‌است. میلیس-کلیکات ۸٫۱ کیلومتر مربع مساحت و ۴٬۴۰۳ نفر جمعیت دارد.